# イギリス赤外線望遠鏡

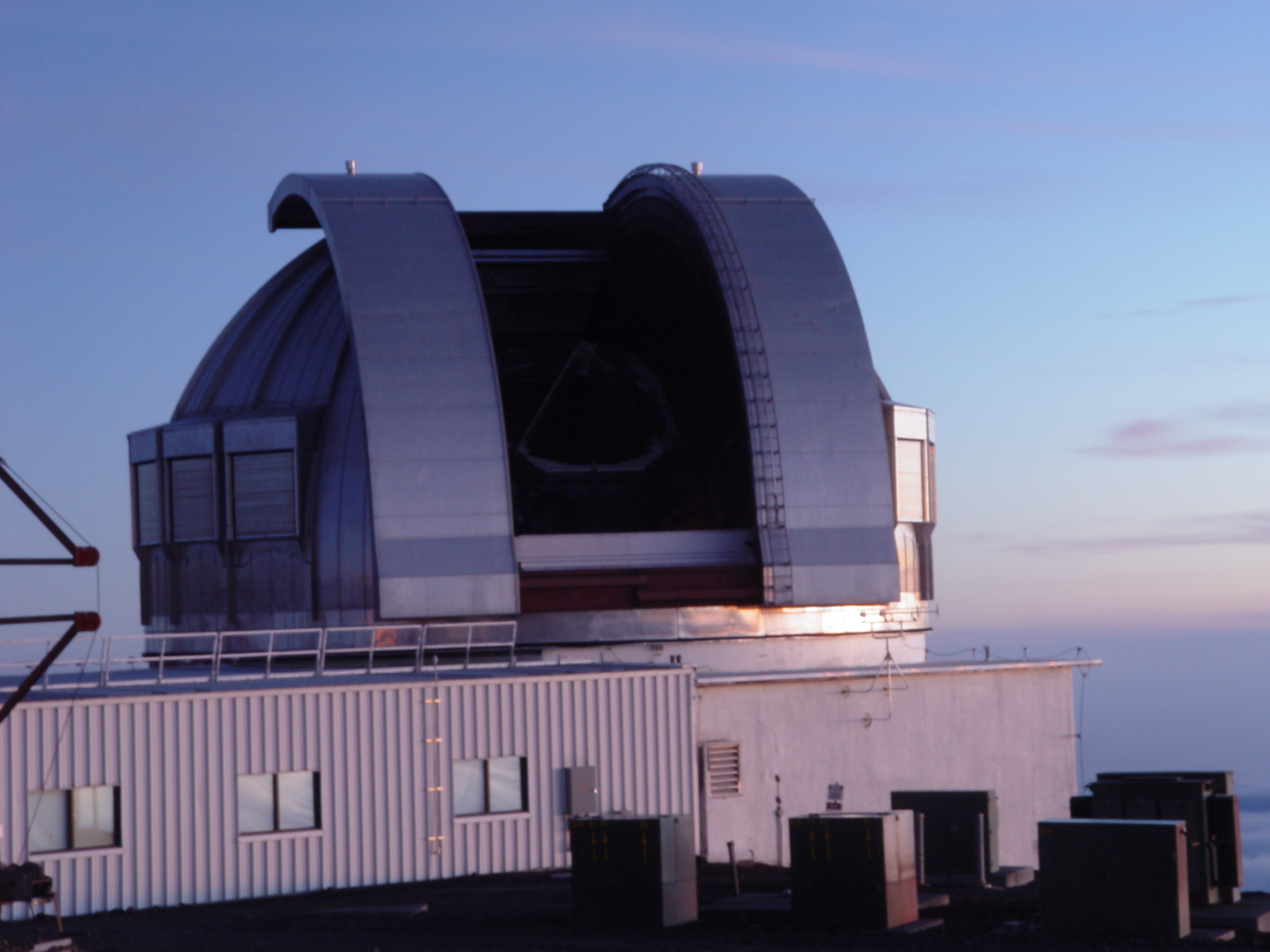
夕暮れ時のUKIRT

イギリス赤外線望遠鏡（イギリスせきがいせんぼうえんきょう、英: United Kingdom Infra-Red Telescope, UKIRT) は、ハワイ島マウナケア山頂天文台群にある天文台。1979年10月に観測を開始し、赤外線観測専用望遠鏡としては世界最大の口径3.8mを誇る。
名前の通りイギリスが所有しJACの運用する望遠鏡であったが、イギリスの財政難により2014年にハワイ大学に譲渡され、現在はNASAが資金提供し、協定によりハワイ大学、アリゾナ大学、ロッキード・マーティン先端技術センターが運用している。。
現在、近赤外線観測用広視野カメラWFCAMを用いた深宇宙サーベイUKIDSSが主要なプロジェクトとして遂行されている。7500平方度に及ぶ広い領域を、先行する赤外線サーベイ観測2MASSに比べて3等級暗い天体まで撮影する計画である。7年間通算1000夜を費やすこの計画によって、銀河系内に位置する非常に低温の天体から赤方偏移が1を超える遠方の銀河が観測され、天文学の様々な分野に進展をもたらすことが期待されている。

### 学問・技術
- 天文学 - 赤外線天文学
- 望遠鏡

## 参考資料
1. ↑  Brief History, Description of UKIRT
2. ↑  Update on UKIRT Ownership
3. ↑  UKIDSS Home Page
4. ↑  UKIDSS Surveys